# Waruga

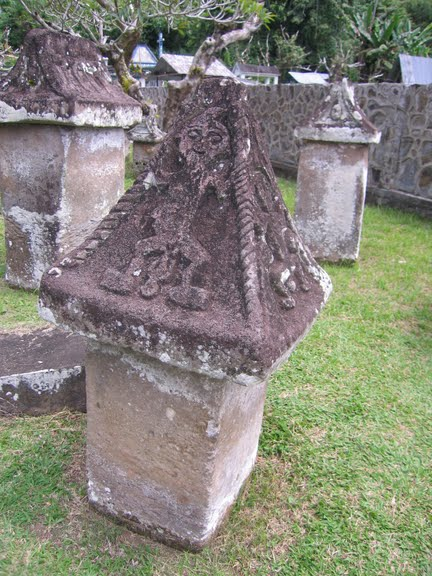
Waruga in Airmadidi

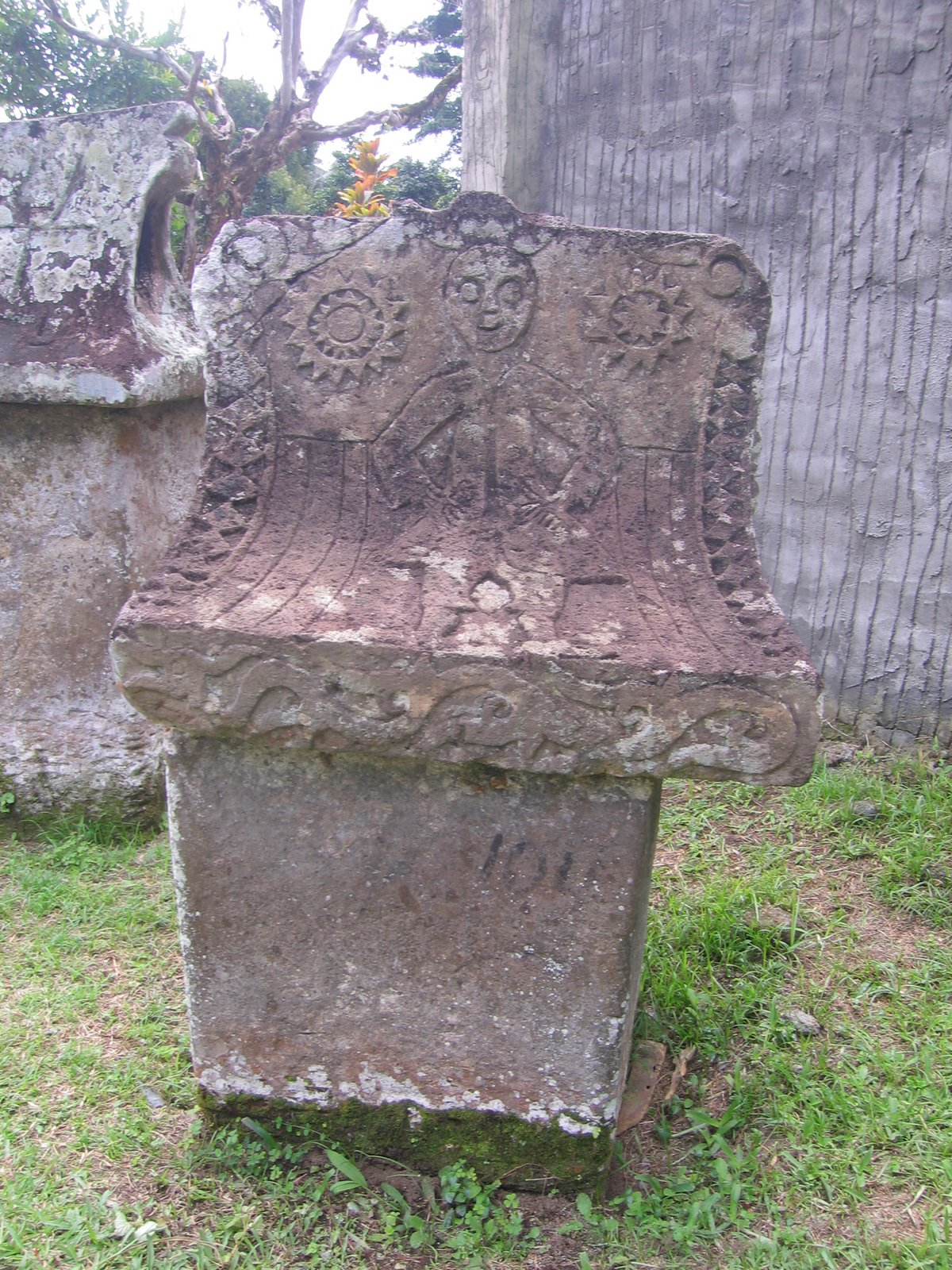
Waruga in Airmadidi

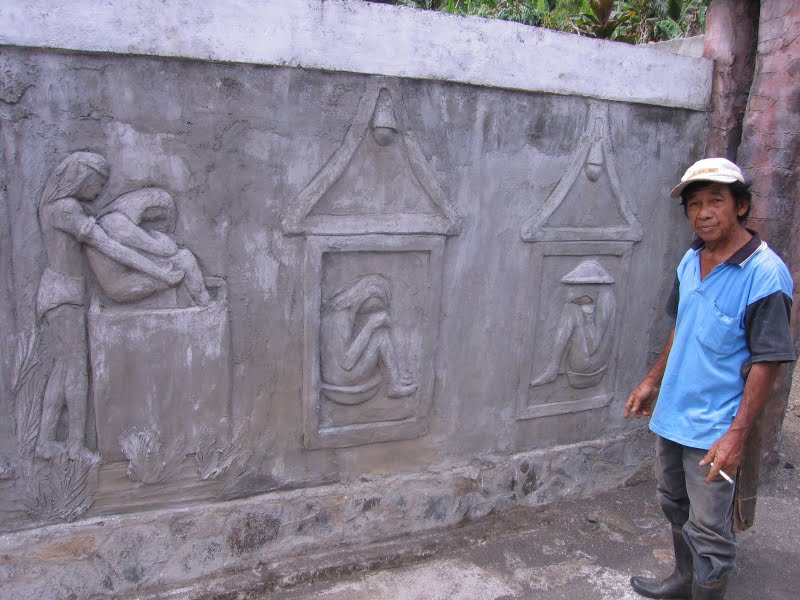
Beschreibung der Totenbestattung

Warugas sind Steingräber der Minahasa in Nordsulawesi, Indonesien.
Der Gebrauch dieser Steingräber begann in der Steinzeit, er wurde erst 1800 aus hygienischen Gründen aufgegeben und durch Erdbestattung ersetzt. Die Toten wurden in fötaler Stellung in die steinernen Grabsteine gesetzt.
Häufig wurden Haushaltsgegenstände, Gold und Porzellan beigegeben. Bei Airmadidi bei Manado sind in einem Friedhof mehrere Warugas erhalten geblieben.